# Żary (gmina wiejska)
Żary – gmina wiejska w województwie lubuskim, w powiecie żarskim. W latach 1975–1998 gmina położona była w województwie zielonogórskim.
Siedziba gminy to miasto Żary, dzielnica Śródmieście. 
Według danych z 31 grudnia 2013 r. gminę zamieszkiwały 12 153 osoby. Natomiast według danych z 31 grudnia 2017 roku gminę zamieszkiwały 12 374 osoby.

## Struktura powierzchni
Według danych z roku 2002 gmina Żary ma obszar 294,43 km², w tym:
- użytki rolne: 44%
- użytki leśne: 47%

Gmina stanowi 21,13% powierzchni powiatu.

## Demografia

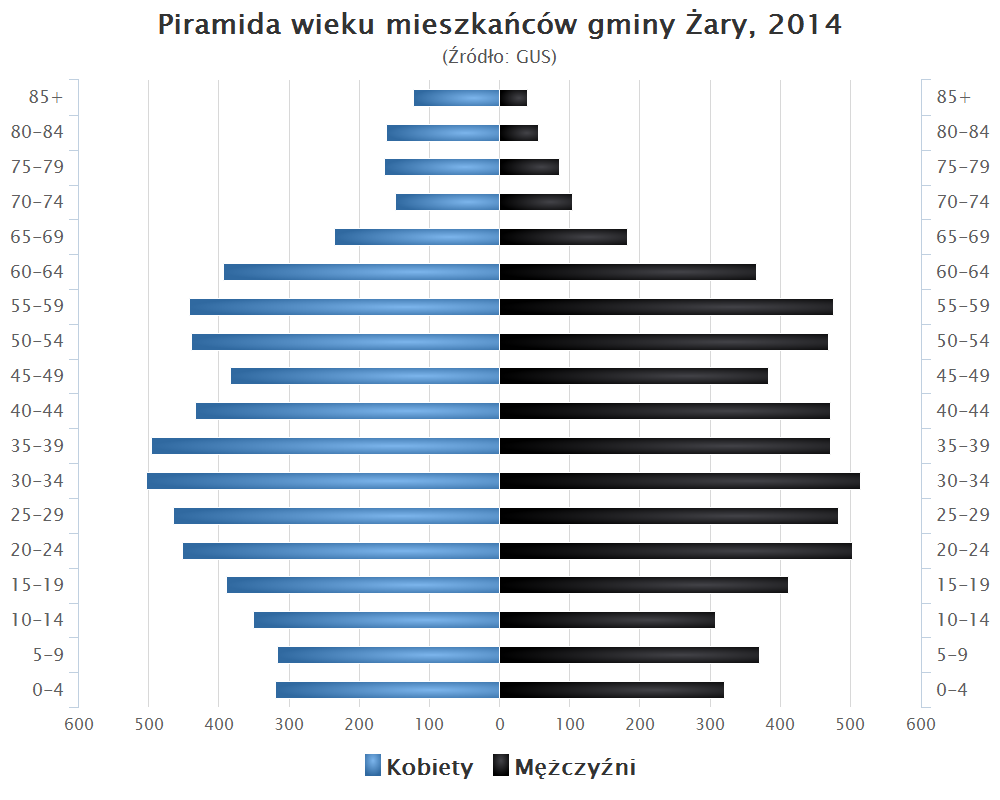
Piramida wieku mieszkańców gminy Żary w 2014 roku

Dane z 31 grudnia 2017 roku:
| Opis                              | Ogółem | Ogółem | Kobiety | Kobiety | Mężczyźni | Mężczyźni |
| --------------------------------- | ------ | ------ | ------- | ------- | --------- | --------- |
| jednostka                         | osób   | %      | osób    | %       | osób      | %         |
| populacja                         | 12 374 | 100    | 6 270   | 50,7    | 6 104     | 49,3      |
| gęstość zaludnienia (mieszk./km²) | 42     | 42     | 22      | 22      | 20        | 20        |

## Transport
Przez obszar gminy prowadzi DK18 (przyszła autostrada A18), na której zlokalizowano węzeł Żary (DK12).

## Sołectwa
Biedrzychowice Dolne, Bieniów, Bogumiłów-Janików, Drozdów-Rusocice, Drożków, Grabik, Kadłubia, Lubanice, Lubomyśl, Łaz, Łukawy, Marszów, Miłowice, Mirostowice Dolne, Mirostowice Górne, Olbrachtów, Olszyniec, Rościce, Sieniawa Żarska, Siodło, Stawnik, Surowa, Włostów-Dąbrowiec, Złotnik.

## Sąsiednie gminy
Jasień, Lipinki Łużyckie, Nowogród Bobrzański, Przewóz, Wymiarki, Żagań, Żagań (miasto), Żary (miasto)